# José Nader Júnior
José Nader Júnior (Bananal, 28 de janeiro de 1963)  é um político brasileiro. Em 2002, foi eleito deputado estadual no Rio de Janeiro, sendo reeleito em 2006. É filho do ex-deputado José Nader, tem 4 irmãos. Em março de 2010 envolveu-se em diversos atritos com a deputada Cidinha Campos que o acusava de corrupção. Nas eleições de outubro candidatou-se a deputado federal pelo PTB, mas obteve votação de apenas 13.800 votos e, assim, não conseguiu se eleger. 